# Komuna e Margegajt
Komuna e Margegajt är en kommun i Albanien.   Den ligger i prefekturen Qarku i Kukësit, i den norra delen av landet, 120 km norr om huvudstaden Tirana.
Omgivningarna runt Komuna e Margegajt är en mosaik av jordbruksmark och naturlig växtlighet.  Runt Komuna e Margegajt är det glesbefolkat, med 18 invånare per kvadratkilometer.